# Згорња Капла
Згорња Капла (словен. Zgornja Kapla) је насељено место у општини Подвелка, Корушка регија, Словенија.

## Историја
До територијалне реорганизације у Словенији била је у саставу старе општине Радље об Драви.

## Становништво
У попису становништва из 2011. године, Згорња Капла је имала 169 становника.
| Број становника према пописима | Број становника према пописима | Број становника према пописима |
| ------------------------------ | ------------------------------ | ------------------------------ |
| 1991                           | 2002                           | 2011                           |
| 249                            | 200                            | 169                            |